# Tada Kasuke
Tada Kasuke est un nom japonais traditionnel ; le nom de famille (ou le nom d'école), Tada, précède donc le prénom (ou le nom d'artiste).
Tada Kasuke (多田加助) (date de naissance inconnue—mort le 5 janvier 1687 ou dans la troisième année de l'ère Jōkyō, est un fermier japonais meneur d'un appel infructueux pour un abaissement des taxes dans la région du bassin d'Azumi (en), partie du domaine de Matsumoto contrôlé par le shogunat Tokugawa. Pris, il est exécuté sans procès avec vingt-sept autres agriculteurs. La rébellion est appelée rébellion de Jōkyō ou soulèvement de Kasuke.

## Vie privée

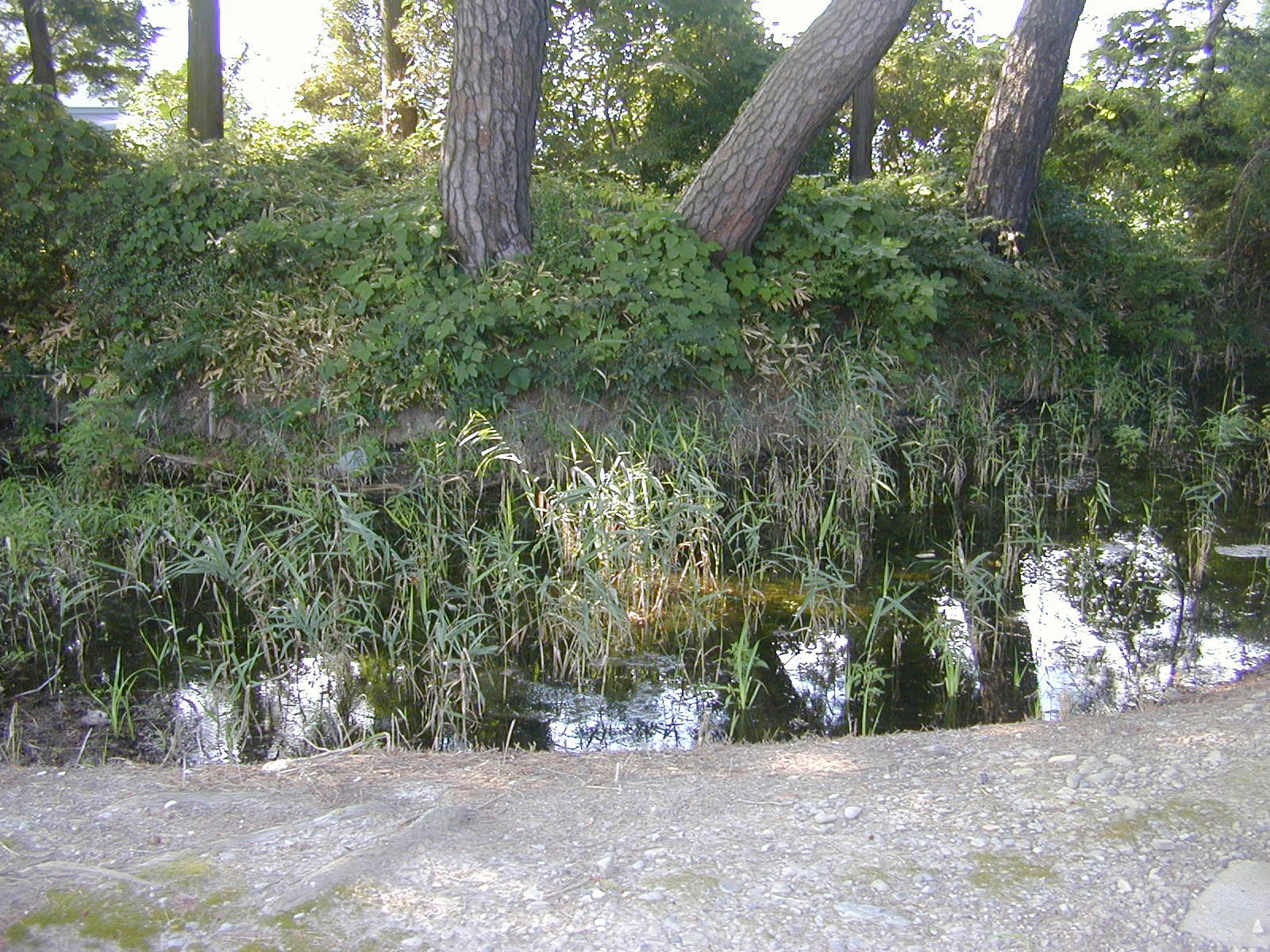
Propriété de Tada, bien culturel de Nagano

Tada Kasuke est né dans une famille de riches fermiers à la fin des années 1630. La ferme de la famille Tada est entourée de douves et de monticules, ce qui suggère la puissance et la position qu'ils occupent. Traditionnellement, le chef de famille devient le chef du village de Nakagaya et Kasuke occupe ce poste lorsque son père prend sa retraite. C'est un homme instruit qui dit avoir été influencé par l'école Wang Yangming  du néoconfucianisme. Aux environs de 1680, il est congédié en tant que chef du village lorsque les autorités décident qu'il est trop indulgent avec les paysans. Il a une épouse nommée Otami, deux fils et trois filles. Au moment de l'insurrection, le fils premier-né nommé Dempachi a douze ans et le second fils nommé Sanzō en a huit (tous deux sont capturés et exécutés, bien qu'aucun n'a pris part à l'incident). En outre, Kasuke a un jeune frère célibataire nommé Hikonojō qui prend part à l'insurrection et est exécuté. Certaines personnes croient qu'il est fiancé à Oshyun, jeune fille de seize ans qui participe à l'insurrection. Elle est également exécutée.

## Rébellion de Jōkyō
En 1686, le gouvernement du domaine de Matsumoto augmente les impôts à un niveau très élevé. Mais la région d'Azumidaira est touchée par les mauvaises récoltes et la hausse de la taxe est exorbitante. À l'automne de la même année, Tada Kasuke et un certain nombre de responsables paysans se réunissent dans le sanctuaire local Kumano-jinja et tiennent une série de réunions. Ils décident de faire appel au bureau du magistrat à Matsumoto, sachant parfaitement qu'ils risquent leur vie ce faisant. Ils rédigent une Lettre d'appel en cinq articles dans laquelle ils demandent une baisse des taxes. Le 14 octobre, ils remettent en main propre la lettre au bureau du magistrat à l'extérieur du château de Matsumoto. Tada Kasuke et ses partisans s'attendent à mener à bien cette mission de façon pacifique. Mais quand la rumeur se répand qu'ils font une requête, des milliers de paysans se réunissent au château de Matsumoto. (Un chercheur qui n'est pas d'accord avec cette notion prétend que les dirigeants ont l'intention de perpétrer un soulèvement). Certains paysans prennent d'assaut les magasins, d'autres commettent des vols et d'autres encore attaquent les riches marchands. Mizuno Tadanao, le seigneur du domaine, est absent à ce moment et se trouve à Edo, aussi les dirigeants du gouvernement de domaine doivent-ils faire face eux-mêmes à la situation. Après tout, la hausse de la taxe en question a évidemment été décidée par eux sans consultation du seigneur. Afin de régler l'incident, les dirigeants du château de Matsumoto conviennent d'accéder aux demandes des paysans. Le 18 octobre, cinq dirigeants signent des documents promettant que les taxes seront abaissées, ce qui semble une issue pacifique à un incident orageux. Mais un mois plus tard, Kasuke et ses partisans sont arrêtés et les documents signés par les dirigeants confisqués. Les agriculteurs ont été trompés par les autorités. Sans procès, vingt-huit paysans sont exécutés le 22 novembre (ou 5 janvier 1687 selon le calendrier solaire). Les derniers mots de Kasuke sont un appel passionné pour une baisse des impôts. Des centaines de spectateurs assistent aux exécutions, ce qui est la coutume à cette époque. La scène des dernières minutes de Kasuke affecte profondément les témoins.

## Sanctuaire de Kasuke

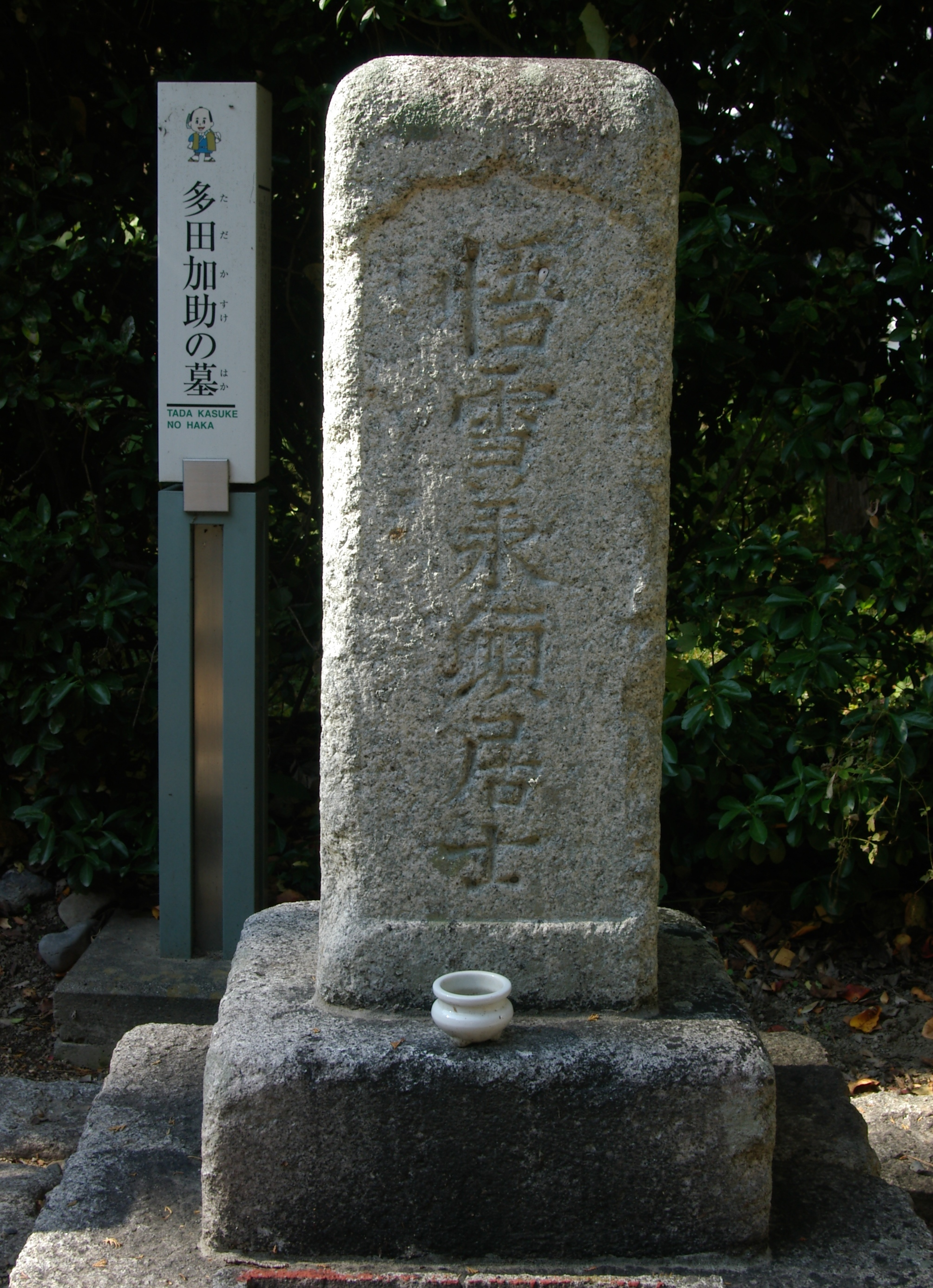
Pierre tombale de Tada Kasuke

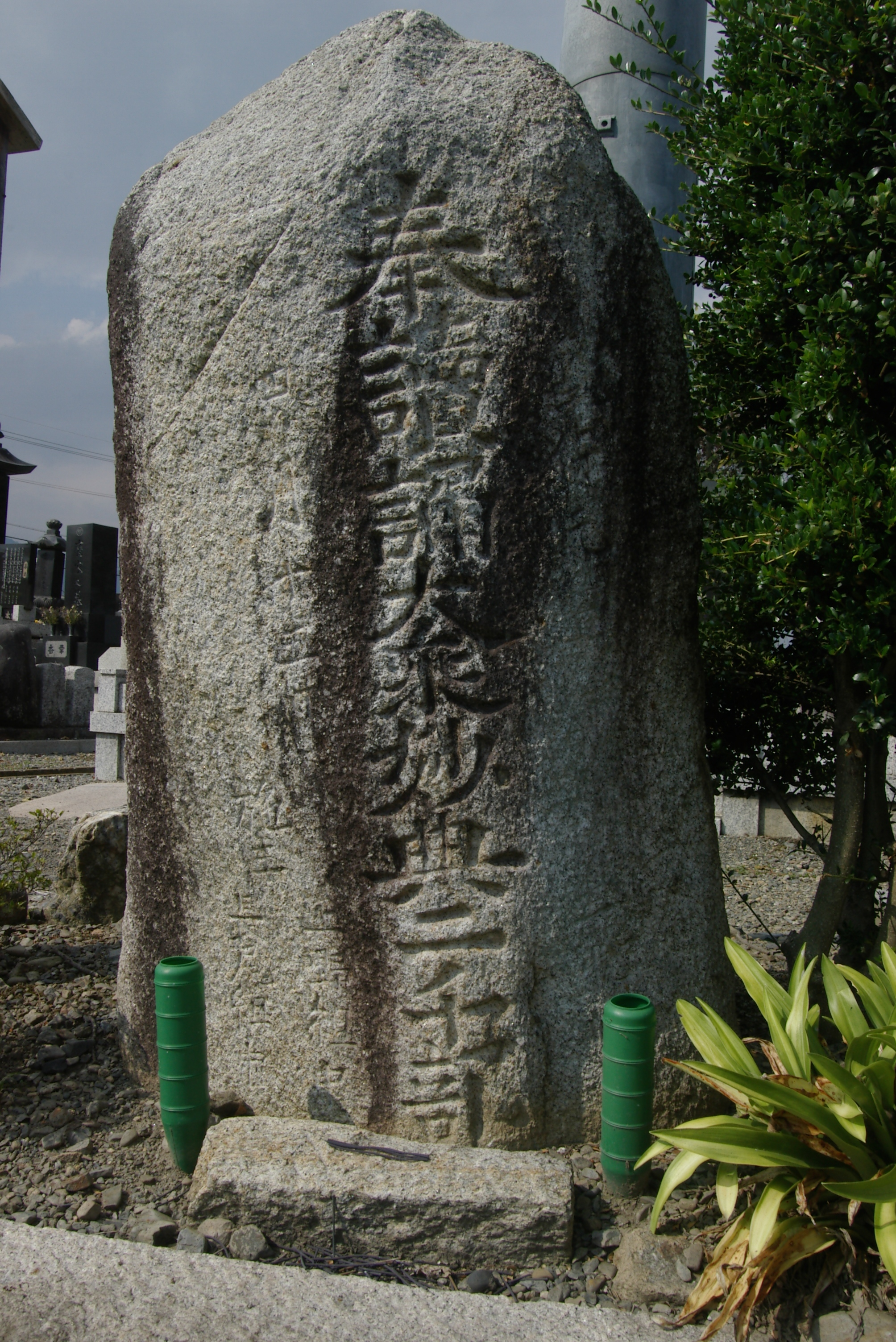
La pagode en pierre de Nire commémorant le du soulèvement

Plusieurs décennies s'écoulent avant que les gens puissent ouvertement célébrer et apprécier Tada Kasuke et ses compagnons. Pendant un certain temps, tandis que la famille du seigneur du domaine, le clan Mizuno, dirige le domaine de Matsumoto, les paysans exécutés sont considérés comme rebelles. Puis en 1725 le seigneur des Mizuno à l'époque est destitué après un incident déshonorant qu'il a commis au château d'Edo. Le clan Toda reprend le domaine Matsumoto l'année suivante.
Le premier témoignage de la commémoration dr Kasuke, ou gimin (martyr, dans le sens non religieux) comme il est appelé, est un autel domestique dédié à Kasuke et d'autres membres exécutés de la famille Tada, installé sur les terres de la ferme Tada en 1735. À peu près au même moment, une pagode de pierre inscrite avec des textes bouddhistes est érigée pour célébrer le cinquantième anniversaire du soulèvement. La pierre (140 cm de haut pour 75 cm de large) se trouve à Niré, où travaillait Oana Zembei, le bras droit de Kasuke.
Kasuke reçoit aussi un kaimyō  (nom posthume) peu de temps après sa mort. La signification de kaimyō montre clairement comment Kasuke est honoré en tant que personne désintéressée. Le nom est inscrit sur sa pierre tombale lorsque celle-ci est érigée dans le cimetière de la famille Tada de nombreuses années plus tard.
Quant au clan Mizuno, il subit un certain nombre d'incidents après le soulèvement. Le coup final est la déchéance de Mizuno Tadatsune, petit-fils de Mizuno Tadanao. Craignant que ces incidents malheureux puissent entraîner la réaction karmique de la passion de Kasuke, la famille Mizuno fait sculpter une statue de Kasuke et la place respectueusement à l'intérieur de la ferme.
En 1786, l'autel domestique qui honore Kasuke et les autres est rénové à l'occasion du centenaire du soulèvement. Cent ans plus tard, au cours de l'ère Meiji, l'autel est déplacé hors de la ferme Tada sur un nouveau site à proximité et transformé en temple. Les disciples de Kasuke qui ont été exécutés sont également consacrés en 1880 pour célébrer le bicentenaire. Telle est l'origine du sanctuaire de Kasuke.

## Sanctuaire de Kasuke et sanctuaire Jōkyō gimin

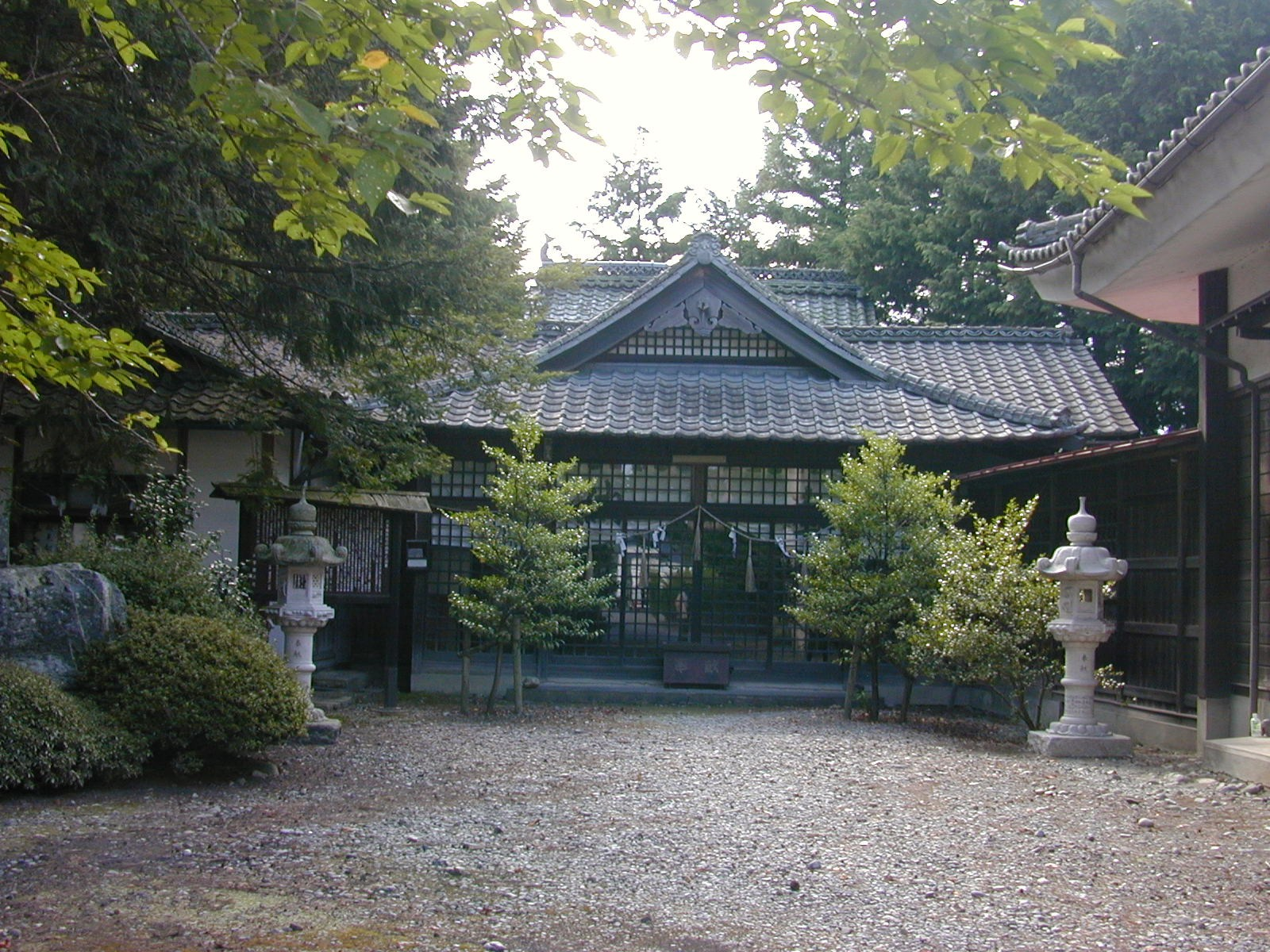
Sanctuaire Jōkyō gimin

Tada Kasuke et la rébellion de Jōkyō tombent dans l'oubli avant que le Jiyū-Minken Undo (mouvement pour la liberté et les droits du peuple) s'étende dans tout le pays dans les années 1870 et 1880 au cours de l'ère Meiji. Kyūsaku Matsuzawa (1855–1887), journaliste et militant Jiyū-Minken Undo des droits de l'homme de la région d'Azumidaira, présente Tada Kasuke dans sa chronique et dramatise son histoire. Matsuzawa perçoit la rébellion de Jōkyō comme un modèle du mouvement pour la liberté et les droits du peuple, parce qu'il a compris que ce pour quoi a lutté Kasuke est le droit à la vie, même si un concept tel que les droits de l'homme n'existait pas deux cents ans auparavant.
En 1898, la sculpture de Kasuke, avec une petite somme d'argent, est offerte au sanctuaire de Kasuke par la famille Mizuno. La sculpture est objet de culte depuis. Il est intéressant de noter que Mizuno Tadanao lui-même est vénéré à cette occasion. Il est possible que son enchâssement est fondée sur l'idée que le passage de deux cents années a apaisé la douleur et l'amertume de la part des descendants de Kasuke et de ses disciples. Par ailleurs, Mizuno Tadanao est largement soupçonné d'avoir été victime lui-même puisqu'il a été maintenu dans l'ignorance pendant et après le soulèvement. D'évidence, le seigneur a consenti aux exécutions des agriculteurs sans être informé de la hausse d'impôt qui a déclenché le soulèvement. Les vrais coupables sont les dirigeants du château de Matsumoto et les petits fonctionnaires responsables de la collecte des impôts. Le raisonnement derrière cela n'est pas très commun mais cependant pas impossible.
En 1960, le sanctuaire de Kasuke obtient le statut d'institution religieuse Jōkyō Gimin-sha (sanctuaire Jōkyō gimin) de la part de l'Association des sanctuaires shinto.

## Tricentenaire et musée mémorial Jōkyō gimin

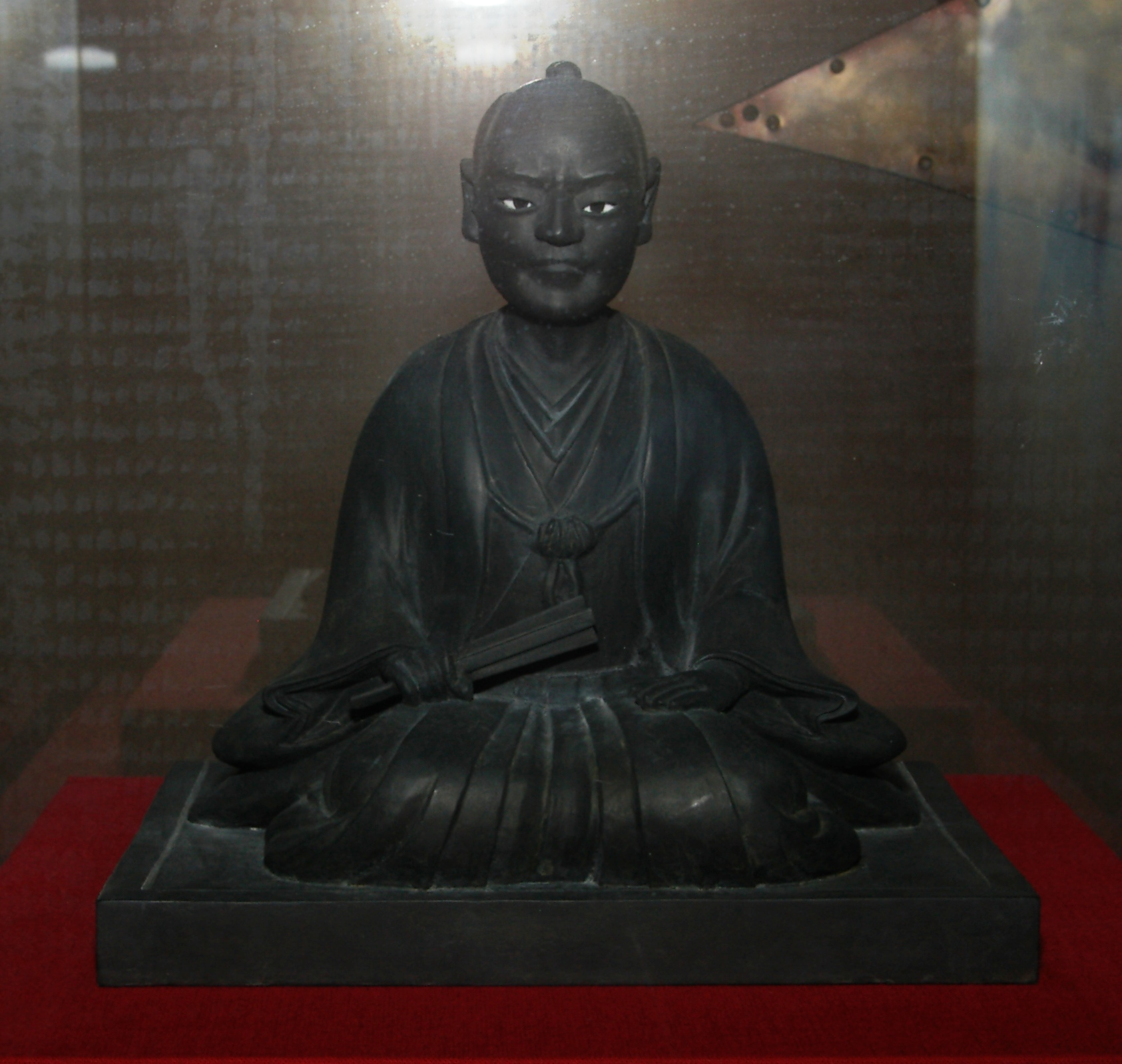
Statue assise de Tada Kasuke au musée commémoratif Sadakyo Gyomin.

En 1986, l'anniversaire du tricentenaire du soulèvement est observé avec beaucoup d'enthousiasme. La gare la plus proche du Jōkyō Gimin-sha est la gare de Nakagaya (en) sur la ligne Ōito. Le bureau de poste de la gare est rénové sur le modèle du sanctuaire. Un certain nombre de livres sont publiés et des cassettes réalisées sur le soulèvement. Il y a une montée du sentiment public appelant à la création d'un musée mémorial à cette époque.
En 1992, les habitants d'Azumino fondent le musée mémorial Jōkyō Gimin en l'honneur de l'insurrection. Il est construit juste en face de la rue Jōkyō Gimin-sha. Deux plaques sont apposées sur chaque côté de l'entrée principale du musée. L'une porte inscrits les articles 11 et 12 de la Constitution du Japon. L'autre l'article premier de la déclaration universelle des droits de l'homme. Les inscriptions sur les deux plaques sont à la fois en japonais et en anglais, ce qui montre clairement une perspective globale des pères fondateurs du musée.

## Source de la traduction
- (en) Cet article est partiellement ou en totalité issu de l’article de Wikipédia en anglais intitulé « Tada Kasuke » (voir la liste des auteurs).